# Boulieu-lès-Annonay
Boulieu-lès-Annonay là một xã ở tỉnh Ardèche, vùng Auvergne-Rhône-Alpes ở đông nam nước Pháp.